# اچ‌ام‌سی‌اس فردریکتون (اف‌اف‌اچ ۳۳۷)
اچ‌ام‌سی‌اس فردریکتون (اف‌اف‌اچ ۳۳۷) (به انگلیسی: HMCS Fredericton (FFH 337)) یک کشتی بود که طول آن ۱۳۴٫۲ متر (۴۴۰ فوت) بود. این کشتی در سال ۱۹۹۳ ساخته شد.